# Ангерн, Гюнтер

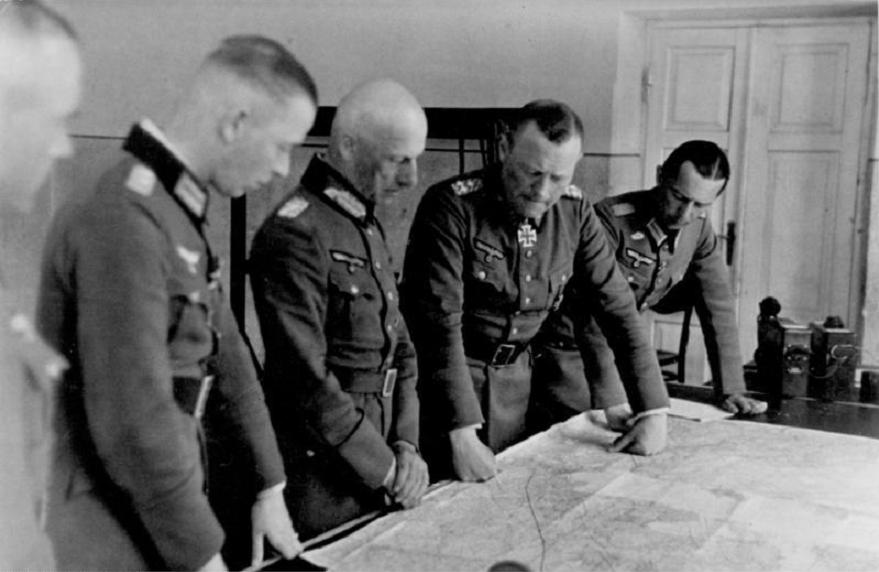
Гюнтер Ангерн (крайний справа) на советско-германском фронте. 30 июня 1941 года.

Гюнтер Ангерн (нем. Günther Angern; 5 марта 1893 — 2 февраля 1943) — немецкий военачальник, генерал-лейтенант вермахта, командующий различными танковыми дивизиями во время Второй мировой войны. Кавалер Рыцарского креста Железного креста, высшего ордена нацистской Германии.
24 августа 1941 года Ангерн тяжело ранен в бою за Окуниновский плацдарм на Днепре. Покончил жизнь самоубийством 2 февраля 1943 года при капитуляции немецких войск в результате Сталинградской битвы.

## Награды
- Железный крест (1914) 2-го и 1-го класса (Королевство Пруссия)
- Ганзейский крест Гамбурга
- Почётный крест Шварцбурга 3-го класса с мечами (Княжества Шварцбург-Рудольштадт и Шварцбург-Зондерсгаузен)
- Крест «За военные заслуги» 3-го класса с воински отличием (Австро-Венгрия)
- Почётный крест Первой мировой войны 1914/1918 с мечами (1934)
- Медаль «За выслугу лет в вермахте» 1-го класса (2 октября 1936)
- Медаль «В память 1 октября 1938 года» (1938)
- Медаль «В память 22 марта 1939 года» (1939)
- Пряжка к Железному кресту (1939) 2-го класса (18 сентября 1939)
- Пряжка к Железному кресту (1939) 1-го класса (9 октября 1939)
- Нагрудный знак «За ранение» (1939) чёрный и в серебре
- Рыцарский крест Железного креста (5 августа 1940)
- Почётная пряжка на ленте для сухопутных войск (22 июля 1941)
- Немецкий крест в золоте (8 марта 1942)
- Нагрудный знак За танковую атаку
- Орден Заслуг командорский крест (Королевство Венгрия) (26 октября 1938)
- Орден «За храбрость» 3 степени 1 класса (Царство Болгария)